# Jean-Pol Poncelet

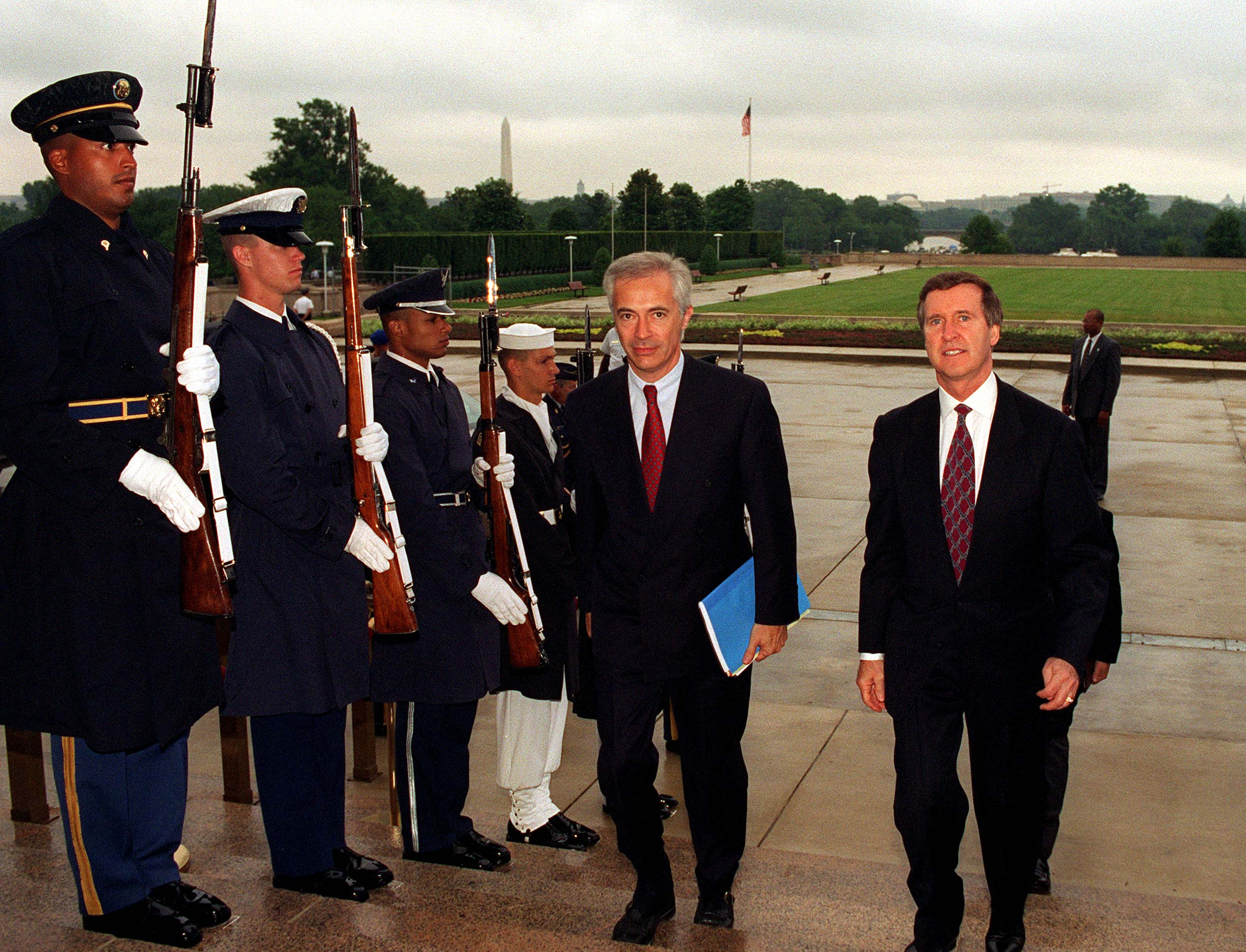
William Cohen (rechts) begeleidt Jean-Pol Poncelet naar het Pentagon
(2 juli, 1997)

Jean-Pol Poncelet (Carlsbourg, 10 april 1950) is een Belgisch politicus en minister voor de PSC.

## Levensloop
Van opleiding burgerlijk ingenieur, werd Jean-Pol Poncelet vorser aan de UCL. Daarna werkte hij als ingenieur bij Belgocontrol en bij het Belgisch Agentschap voor de nucleaire afval, waarvan hij voorzitter was. Ook was hij van 1985 tot 1988 kabinetsmedewerker van federaal minister Philippe Maystadt en van 1988 tot 1991 kabinetsattaché van federaal minister Miet Smet.
In 1979 werd Poncelet lid van het directiecomité van de jongerenafdeling van de PSC. Nadat hij in 1988 tevergeefs kandidaat-partijvoorzitter was van de PSC, werd hij in 1989 verantwoordelijke voor de milieucel van de partij en lid van het directiecomité van de partij. Van 1999 tot 2001 was hij nationaal ondervoorzitter van de PSC.
Van 1991 tot 1995 en van 1999 tot 2001 zetelde hij in de Kamer van volksvertegenwoordigers, waar hij in 1995 voor enkele maanden PSC-fractieleider was. Hierdoor zetelde hij van 1991 tot 1995 ook in de Waalse Gewestraad. Bovendien was hij van 2001 tot 2003 gemeenteraadslid van Paliseul.
Van 1995 tot 1999 was hij in opvolging van Melchior Wathelet minister van Landsverdediging in de regering-Dehaene II. Van 1998 tot 1999 was hij bovendien in opvolging van Philippe Maystadt vice-eersteminister en minister van Energie.
Tussen 2001 en 2005 was hij directeur bij de Europese Ruimtevaartorganisatie, waardoor hij de nationale politiek verliet. Hij werd vervolgens adviseur van Anne Lauvergeon, CEO van de Franse industrieconcern Areva. In 2011 werd hij voorzitter van Foratom, de Europese federatie van nucleaire ondernemingen, met zetel in Brussel, een functie die hij tot 2017 uitoefende.